# Tour de Wallonie
Tour de Wallonie, znany również jako Tour de la Région Wallonne – wieloetapowy wyścig kolarski rozgrywany corocznie od 1974 w południowej Belgii, we francuskojęzycznym regionie Walonii. W latach 2005–2019 wyścig był częścią UCI Europe Tour z kategorią 2.HC, a od 2020 należy do UCI ProSeries.

## Zwycięzcy
Opracowano na podstawie:
| Rok  | Pierwsze               | Drugie             | Trzecie              |
| ---- | ---------------------- | ------------------ | -------------------- |
| 1974 | Luc Demets             | Patrick Lefevere   | Martin Balcaen       |
| 1975 | Jean-Luc Vandenbroucke | Pol Verschuere     | Ferdi Van Den Haute  |
| 1976 | Pierre Leurquin        | Dirk Heirweg       | Bernard Lecocq       |
| 1977 | Alfons De Wolf         | Dirk Wayenberg     | Dirk Heirweg         |
| 1978 | Jo Maas                | Hughes Cosaert     | Egbert Koersen       |
| 1979 | Ronny Van Holen        | Mieczysław Nowicki | Rudy Cottignies      |
| 1980 | Gerrit Van Gestel      | Marc Sergeant      | Jos Haex             |
| 1981 | Nico Emonds            | Eric Vanderaerden  | Marc Sergeant        |
| 1982 | Eric Vanderaerden      | Viktor Schraner    | Michael Maue         |
| 1983 | Tadeusz Krawczyk       | Siegurt Muller     | Andrzej Serediuk     |
| 1984 | Mario Kummer           | Andrzej Serediuk   | Patrick Toelen       |
| 1985 | Uwe Ampler             | Peter Harings      | Eddy Schurer         |
| 1986 | Maurizio Fondriest     | Bruno Bruyere      | Christian Thary      |
| 1987 | Mario Kummer           | Olaf Ludwig        | Paul Curran          |
| 1988 | Joost Van Adrichem     | Patrick De Wael    | Harry Rozendal       |
| 1989 | Johan Verstrepen       | Peter Farazijn     | Dominique Chignoli   |
| 1990 | Pascal Chanteur        | Gérard Picard      | Wiktor Rżaksynski    |
| 1991 | Abraham Olano          | Patrick Evenepoel  | Hervé Boussard       |
| 1992 | Lars Teutenberg        | Martin van Steen   | Vladimir Muravskis   |
| 1993 | Mauro Bettin           | Geert Van Bondt    | Wim Feys             |
| 1994 | Joona Laukka           | Denis Francois     | Wim van de Meulenhof |
| 1995 | Paolo Valoti           | Mario Aerts        | Thierry Marichal     |
| 1996 | Thomas Fleischer       | Pascal Chanteur    | Maurizio Frizzo      |
| 1997 | Thierry Marichal       | Nico Mattan        | Rik Verbrugghe       |
| 1998 | Frank Vandenbroucke    | Thierry Marichal   | Ludo Dierckxsens     |
| 1999 | Mikael Kyneb           | Marc Streel        | Andrei Tchmil        |
| 2000 | Axel Merckx            | Björn Leukemans    | Vincent Cali         |
| 2001 | Glenn D'Hollander      | Bert Roesems       | David Millar         |
| 2002 | Paolo Bettini          | Luca Paolini       | Daniele Nardello     |
| 2003 | Julian Dean            | Michele Bartoli    | Jarosław Popowycz    |
| 2004 | Gerben Löwik           | Bert De Waele      | Christophe Agnolutto |
| 2005 | Luca Celli             | Olivier Kaisen     | Guido Trentin        |
| 2006 | Fabrizio Guidi         | Nico Sijmens       | Kurt Asle Arvesen    |
| 2007 | Borut Božič            | Frédéric Gabriel   | Pietro Caucchioli    |
| 2008 | Siergiej Iwanow        | Greg Van Avermaet  | Paolo Bettini        |
| 2009 | Julien El Fares        | Pawieł Brutt       | Aleksandr Kołobniew  |
| 2010 | Russell Downing        | Marco Marcato      | Laurent Mangel       |
| 2011 | Greg Van Avermaet      | Joost van Leijen   | Ben Hermans          |
| 2012 | Giacomo Nizzolo        | Gianni Meersman    | Pim Ligthart         |
| 2013 | Greg Van Avermaet      | Anthony Geslin     | Aleksandr Kołobniew  |
| 2014 | Gianni Meersman        | Juan José Lobato   | Silvan Dillier       |
| 2015 | Niki Terpstra          | Victor Campenaerts | Siergiej Łagutin     |
| 2016 | Dries Devenyns         | Gianni Meersman    | Wiaczesław Kuzniecow |
| 2017 | Dylan Teuns            | Tosh Van der Sande | Benjamin Thomas      |
| 2018 | Tim Wellens            | Quinten Hermans    | Pieter Serry         |
| 2019 | Loïc Vliegen           | Tosh Van der Sande | Dries De Bondt       |
| 2020 | Arnaud Démare          | Greg Van Avermaet  | Amaury Capiot        |
| 2021 | Quinn Simmons          | Stan Dewulf        | Alexis Renard        |
| 2022 | Robert Stannard        | Loïc Vliegen       | Mattias Skjelmose    |
| 2023 | Filippo Ganna          | Joshua Tarling     | Brent Van Moer       |
| 2024 | Matteo Trentin         | Corbin Strong      | Alex Kirsch          |

## Zwycięstwa według narodów
- Belgia (20): 1974-78, 1979-82, 1989, 1997, 1998, 2000, 2001, 2011, 2013, 2014, 2016, 2017, 2018, 2019
- Włochy (7): 1986, 1993, 1995, 2002, 2005, 2006, 2012
- Holandia (4): 1978, 1988, 2004, 2015
- Francja (3): 1990, 2009, 2020
- NRD (3): 1984, 1985, 1987
- Niemcy (2): 1992, 1996
- Wielka Brytania (1): 2010
- Rosja (1): 2008
- Słowenia (1): 2007
- Nowa Zelandia (1): 2003
- Dania (1): 1999
- Finlandia (1): 1994
- Hiszpania (1): 1991
- Polska (1): 1983